# Камионџије опет возе
Камионџије опет возе или Камионџије 2 је југословенска телевизијска серија и представља наставак телевизијске серије Камионџије из 1972. године. Снимана је 1983. године, режирао је Мило Ђукановић а премијерно је емитована у периоду од 1. јануара до 19. фебруара 1984. године.
Због велике популарности серије сниман је филм Камионџије поново возе.

## Списак епизода
| Редни број | Назив епизоде        | Премијерно емитовање |
| ---------- | -------------------- | -------------------- |
| 1          | Последња вожња       | 1. јануар 1984.      |
| 2          | Заслужени одмор      | 8. јануар 1984.      |
| 3          | Стиже Јапанац        | 15. јануар 1984.     |
| 4          | Погон на букву       | 22. јануар 1984.     |
| 5          | Важно је почети      | 29. јануар 1984.     |
| 6          | Кад крене кренуло је | 5. фебруар 1984.     |
| 7          | Ко је то тамо позади | 12. фебруар 1984.    |
| 8          | Све испочетка        | 19. фебруар 1984.    |

## Улоге
| Глумац                 | Улога                              |
| ---------------------- | ---------------------------------- |
| Миодраг Петровић Чкаља | Живадин Јарић „Јаре“(8 еп. 1984)   |
| Павле Вуисић           | Павле Чутура (8 еп. 1984)          |
| Славка Јеринић         | Илинка Јарић (8 еп. 1984)          |
| Боривоје Јовановић     | Јаретов отац (8 еп. 1984)          |
| Бранко Видаковић       | Јаретов син Буле (8 еп. 1984)      |
| Маја Сабљић            | Јаретова снаја Надица (8 еп. 1984) |
| Младен Андрејевић      | Јаретов зет Зоран (8 еп. 1984)     |
| Јелица Сретеновић      | Јаретова ћерка (8 еп. 1984)        |
| Дара Џокић             | Јаретова кћерка (8 еп. 1984)       |
| Дијана Шпорчић         | Јулкица (8 еп. 1984)               |
| Мирјана Јоковић        | Јаретова унука (8 еп. 1984)        |
| Радмила Савићевић      | Виолета (5 еп. 1984)               |
| Драган Зарић           | Буца Крталић (4 еп. 1984)          |
| Миливоје Мића Томић    | Мрђа (4 еп. 1984)                  |
| Мило Мирановић         | Скочајић (4 еп. 1984)              |
| Чедомир Петровић       | Баша Мркаљ (3 еп. 1984)            |
| Предраг Милинковић     | Службеник суда (3 еп. 1984)        |
| Дамјан Клашња          | (3 еп. 1984)                       |
| Богдан Диклић          | Судски извршитељ (3 еп. 1984)      |

 Остале улоге  ▼
| Глумац                   | Улога                                 |
| ------------------------ | ------------------------------------- |
| Мира Бањац               | Инспекторка (2 еп. 1984)              |
| Јован Јанићијевић Бурдуш | Цаца Циганин (2 еп. 1984)             |
| Јелисавета Сека Саблић   | Цацина жена Синђа (2 еп. 1984)        |
| Зорка Манојловић         | Баба (2 еп. 1984)                     |
| Бранко Цвејић            | Секретар (2 еп. 1984)                 |
| Илонка Догнар            | (2 еп. 1984)                          |
| Душан Почек              | Наставник (2 еп. 1984)                |
| Слободан Алигрудић       | Момчило Моша пучко (2 еп. 1984)       |
| Радмила Живковић         | Миланка (2 еп. 1984)                  |
| Љубо Шкиљевић            | Крцко (2 еп. 1984)                    |
| Петар Лупа               | Живојинов отац (2 еп. 1984)           |
| Димитрије Бићевић        | (2 еп. 1984)                          |
| Предраг Вукашиновић      | (2 еп. 1984)                          |
| Цвијета Месић            | (1 еп. 1984)                          |
| Оља Бећковић             | Библиотекарка (1 еп. 1984)            |
| Душан Јанићијевић        | Живојин (1 еп. 1984)                  |
| Милка Лукић              | Ружа (1 еп. 1984)                     |
| Милан Пузић              | Генерални директор (1 еп. 1984)       |
| Рамиз Секић              | Шиља (1 еп. 1984)                     |
| Радмила Гутеша           | Службеница у општини (1 еп. 1984)     |
| Богдан Михаиловић        | (1 еп. 1984)                          |
| Нада Топчагић            | Певачица (1 еп. 1984)                 |
| Мирослава Бобић          | Мошина комшиница (1 еп. 1984)         |
| Миодраг Мики Крстовић    | (1 еп. 1984)                          |
| Живојин Жика Миленковић  | Бора Гуџевић (1 еп. 1984)             |
| Михајло Викторовић       | Макса Рус (1 еп. 1984)                |
| Душан Антонијевић        | (1 еп. 1984)                          |
| Јован Никчевић           | (1 еп. 1984)                          |
| Зоран Благојевић         | (1 еп. 1984)                          |
| Живојин Брадић           | (1 еп. 1984)                          |
| Ђорђе Чампашевић         | (1 еп. 1984)                          |
| Бошко Пулетић            | Продавац аутомобила (1 еп. 1984)      |
| Мира Динуловић           | Лекарка (1 еп. 1984)                  |
| Растислав Јовић          | Службеник суда (1 еп. 1984)           |
| Илија Николић            | (1 еп. 1984)                          |
| Мирјана Николић          | Купац пилића (1 еп. 1984)             |
| Љубомир Веселиновић      | (1 еп. 1984)                          |
| Гојко Балетић            | (1 еп. 1984)                          |
| Надежда Брадић           | (1 еп. 1984)                          |
| Вера Матовић             | Певачица (1 еп. 1984)                 |
| Ратко Танкосић           | Купац гоблена (1 еп. 1984)            |
| Милутин Мићовић          | Капетан брода (1 еп. 1984)            |
| Војислав Мићовић         | Купац качкета (1 еп. 1984)            |
| Ванеса Ојданић           | Медицинска сестра (1 еп. 1984)        |
| Рајко Продановић         | Милиционер (1 еп. 1984)               |
| Весна Змијанац           | Певачица (1 еп. 1984)                 |
| Драган Оцокољић          | (1 еп. 1984)                          |
| Душан Тадић              | Поштар (1 еп. 1984)                   |
| Марко Баћовић            | Службеник у општини (1 еп. 1984)      |
| Мирослав Бата Михаиловић | (1 еп. 1984)                          |
| Александар Остојић       | (1 еп. 1984)                          |
| Предраг Милетић          | Судија (1 еп. 1984)                   |
| Лепа Брена               | Певачица (1 еп. 1984)                 |
| Бисерка Вунтуширевић     | Певачица (1 еп. 1984)                 |
| Мирослава Николић        | Купац пилића (1 еп. 1984)             |
| Стојан Столе Аранђеловић | Труман (1 еп. 1984)                   |
| Војислав Воја Брајовић   | Урош Добропољац (1 еп. 1984)          |
| Снежана Ђуришић          | Певачица (1 еп. 1984)                 |
| Жарко Митровић           | Пајин пријатељ на вашару (1 еп. 1984) |
| Љиљана Шљапић            | Јеца (1 еп. 1984)                     |
| Радиша Урошевић          | Певац (1 еп. 1984)                    |
| Владан Живковић          | Пословођа Борко (1 еп. 1984)          |

Комплетна ТВ екипа  ▼
| Редитељ                   | Мило Ђукановић           | (8 еп. 1984)                                |
| Сценариста                | Гордан Михић             | (8 еп. 1984)                                |
| Композитор                | Војислав Костић          | (8 еп. 1984)                                |
| Директор фотографије      | Милан Спасић             | (8 еп. 1984)                                |
| Mонтажер                  | Љиљана Лана Вукобратовић | (8 еп. 1984)                                |
| Сценограф                 | Властимир Гаврик         | (8 еп. 1984)                                |
| Уметнички директор        | Стојадин Луковић         | (непознат број епизода)                     |
| Уметнички директор        | Вуко Перовић             | (непознат број епизода)                     |
| Костимограф               | Мирјана Рогић            | (8 еп. 1984)                                |
| Одсек за шминку           | Анђелка Јовановић        | шминкерка (непознат број епизода)           |
| Одсек за шминку           | Мирјана Стевовић         | шминкерка (непознат број епизода)           |
| Менаџер продукције        | Слободан Павићевић       | директор филма (8 еп. 1984)                 |
| Помоћник режије           | Бранко Балетић           | (8 еп. 1984)                                |
| Помоћник режије           | Драган Кресоја           | први помоћник редитеља (8 еп. 1984)         |
| Помоћник режије           | Миодраг Стајкић          | помоћник редитеља (непознат број епизода)   |
| Одсек за звук             | Вера Баронијан           | тонска обрада (непознат број епизода)       |
| Одсек за камеру и расвету | Миодраг Арсић            | сниматељ (8 еп. 1984)                       |
| Одсек за костим           | Љубинка Скоробац         | гардеробер (8 еп. 1984)                     |
| Одсек за костим           | Олга Скоробац            | гардеробер (8 еп. 1984)                     |
| Одсек за монтажу          | Вера Јоцић               | асистент монтажера (8 еп. 1984)             |
| Одсек за монтажу          | Владимир Миленковић      | асистент монтажера (непознат број епизода)  |
| Музички одсек             | Миодраг Петровић Чкаља   | певач: „Кад човека снађе беда” (8 еп. 1984) |
| Остала екипа              | Бојана Исаковић          | секретар режије (8 еп. 1984)                |

## Награде
- Награду за најбољи Глумачки пар године по избору читалаца ТВ Новости добили су Радмила Савићевић за улогу Виолете и Павле Вуисић за улогу Паје на Филмским сусретима у Нишу 1984. године.[2]